# تيد نيلسون
تيد نيلسون (بالإنجليزية: Ted Nelson)‏ هو مدرب رياضي أمريكي، ولد في 1942.